# Cosmisoma plumicorne
Cosmisoma plumicorne är en skalbaggsart som först beskrevs av Dru Drury 1782. Cosmisoma plumicorne ingår i släktet Cosmisoma och familjen långhorningar.
Artens utbredningsområde är:
- Costa Rica.
- Honduras.
- Panama.

Inga underarter finns listade i Catalogue of Life.